# Cathédrale Saint-Sauveur-sur-le-Sang-Versé de Saint-Pétersbourg
Cette  cathédrale ne doit pas être confondue avec une autre cathédrale de Saint-Pétersbourg.
Pour les articles homonymes, voir Cathédrale Saint-Sauveur.
La cathédrale Saint-Sauveur-sur-le-Sang-Versé (en russe : Храм Спаса на Крови) est l'une des principales églises russes orthodoxes de Saint-Pétersbourg, en Russie. Elle est également appelée cathédrale sur-le-Sang-Versé ou encore cathédrale de la Résurrection du Christ (Собор Воскресения Христова), qui est son nom officiel. Ce nom fait référence au sang versé lors de l'assassinat de l'empereur Alexandre II qui fut mortellement blessé à cet endroit le 1er mars 1881 (13 mars dans le calendrier grégorien). Ce n'est pas une cathédrale diocésaine (siège de l'éparchie), mais une église collégiale, ce qui est traduit de façon incomplète en français par cathédrale.

## Construction et caractéristiques

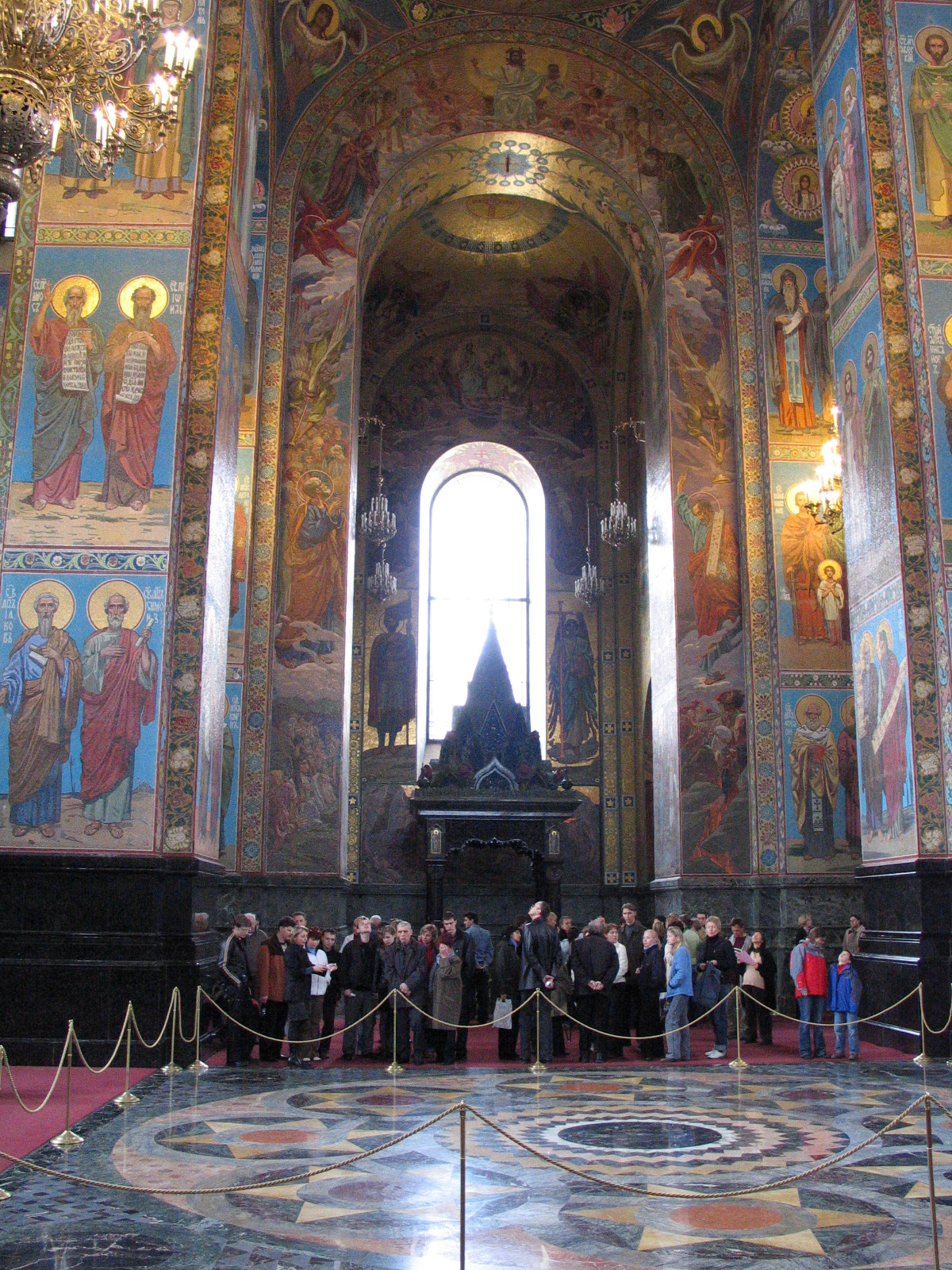
Fresques et mosaïques à l'intérieur. Dans le fond, le ciborium.

La construction commence en 1883 sous le règne d'Alexandre III, en tant que mémorial en l'honneur de son père Alexandre II. Les travaux avancent lentement et sont finalement achevés en 1907 sous le règne de Nicolas II. C'est la famille impériale, aidée par de nombreux mécènes, qui a financé la construction.
La cathédrale, située le long du canal Griboïedov, ne peut échapper à l'œil du visiteur. À ce niveau, il y a un remblai sur les deux rives du canal. Au moment où le convoi de l'empereur passa le long du remblai, une grenade lancée par un activiste de Narodnaïa Volia explosa. L'empereur, secoué mais néanmoins sain et sauf, sortit de la voiture pour porter secours aux blessés. Un autre conspirateur saisit sa chance et fit exploser une autre bombe, se tuant lui-même et blessant mortellement l'empereur. Alexandre II, qui saignait abondamment, fut transporté jusqu'au Palais d'Hiver, où il trépassa une heure plus tard.
Un sanctuaire provisoire fut érigé sur le lieu de l'attentat pendant que le projet d'un mémorial permanent était étudié. Il fut décidé que la portion de route où l'assassinat avait eu lieu serait ceinte par les murs d'une église collégiale. Ce tronçon du remblai fut donc rallongé jusque dans le canal afin de laisser de l'espace pour le sanctuaire au sein du bâtiment et pour qu'un mémorial puisse figurer le lieu exact de l'assassinat. À l'intérieur de l'édifice, le ciborium, un sanctuaire très élaboré fut construit à l'emplacement précis de l'assassinat, orné de topaze et de lapis-lazuli, ainsi que d'autres pierres semi-précieuses. Entourés d'une si riche décoration, les simples graviers sur lesquels a coulé le sang du tsar sont exposés à l'étage et offrent un contraste saisissant.

## Architecture

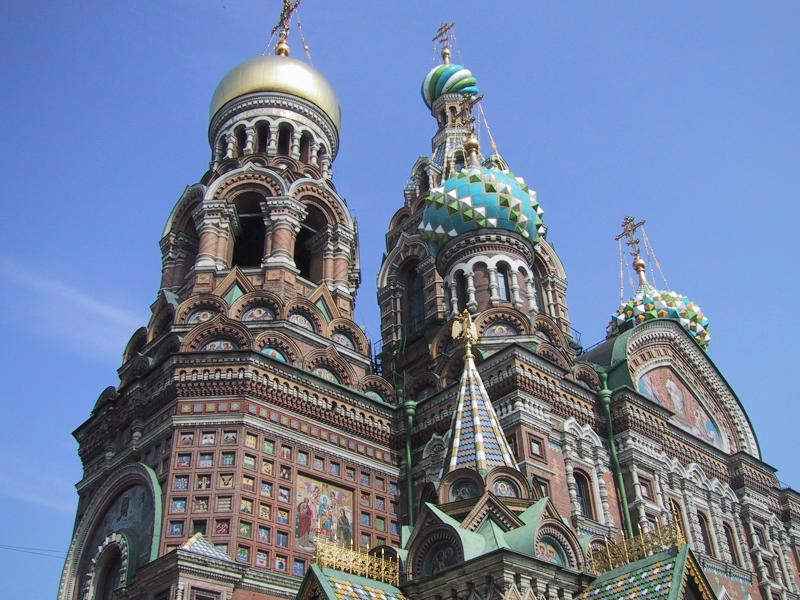
Détails de la façade.

La cathédrale, le long du canal Griboïedov.

Du point de vue architectural, la cathédrale est différente des autres structures de Saint-Pétersbourg. L’architecture de la ville est dominée par les styles baroque et néo-classique, mais Saint-Sauveur-sur-le-Sang-Versé renvoie plutôt à l’architecture russe médiévale. En effet, elle fut bâtie à l’époque du nationalisme romantique. Elle ressemble à dessein aux églises de Iaroslavl du XVIIe siècle ainsi qu’à la célèbre basilique Basile-le Bien-Heureux de Moscou. L’église contient plus de 7 500 m2 de mosaïques, plus que toutes les autres églises du monde, à en croire les restaurateurs. Ce record pourrait être surpassé par la basilique-cathédrale de Saint-Louis qui abrite 7 700 m2 de mosaïques.
L’intérieur fut conçu par des artistes russes reconnus de l’époque, parmi lesquels Viktor Vasnetsov, Mikhaïl Nesterov, Mikhaïl Vroubel, Alekseï Afanassiev. Cependant, l’architecte en chef Alfred Parland était relativement peu connu, d'origine allemande de la Baltique et sujet russe, natif de la capitale. Il n’est pas surprenant que la construction ait coûté bien plus que le budget initialement prévu, estimé à 3,6 millions de roubles, tandis que le coût final s’éleva à pas moins de 4,6 millions de roubles. Les murs et plafonds à l’intérieur de la cathédrale sont intégralement recouverts de mosaïques enchevêtrées avec des bordures minutieusement dessinées. La majorité des représentations figurent des scènes bibliques.

## La révolution russe de 1917
Lors de la Révolution russe, la cathédrale fut pillée et mise à sac, ce qui a gravement endommagé son intérieur. Le gouvernement soviétique ferma la cathédrale au début des années 1930. Au cours de la Seconde Guerre mondiale, lorsque les victimes de la famine étaient nombreuses à cause du siège de Léningrad par l'armée allemande, la cathédrale servit d'entrepôt à légumes, d'où le nom sardonique de Sauveur sur patates : elle fut significativement endommagée. Après la guerre, elle fit office d'entrepôt pour l'opéra voisin.

## Temps actuels
En juillet 1970, la gestion de la cathédrale fut transférée à la cathédrale Saint-Isaac (qui était alors soit le musée de l'athéisme ou le musée d'histoire et de l'art très rentable de la ville) et les collectes de la cathédrale furent employées à la restaurer. Elle ouvrit à nouveau ses portes en août 1997, après vingt-sept années de travaux de restauration. Cependant, elle n'a pas été consacrée à nouveau et ne sert pas de lieu de culte à plein temps.
C'est actuellement un musée de la Mosaïque. Même avant la révolution, cette église collégiale n'était pas un lieu public d'adoration puisqu'elle était exclusivement dédiée à la mémoire de l'empereur assassiné. La cathédrale est désormais l'un des passages obligés pour les touristes de Saint-Pétersbourg.

## Faits marquants

### Destruction échappée à trois reprises
La décision de détruire la cathédrale a été prise en 1931. Le pouvoir soviétique a jugé que la cathédrale ne représentait pas de valeur historique et architecturale. Mais le projet a été reporté.
Encore une fois, la décision de démolir la cathédrale Saint-Sauveur-sur-le-sang-versé fut prise en 1938. Le plan de sa destruction avait déjà été approuvé et, en 1941, les travaux préparatoires ont même commencé. Mais la Seconde Guerre mondiale a empêché la démolition.
Pour la troisième fois, la question de la démolition de la cathédrale s'est posée après la seconde guerre mondiale, en 1956. À cette époque ont été entrepris des travaux de restauration de la ville. Il ne s'agissait alors plus tant d'une campagne antireligieuse que d'un plan de construction de nouvelles rues et avenues dans la capitale du Nord. Il était plus facile et moins coûteux de démolir la cathédrale que de tracer une route pour le contourner. Mais cette fois-ci, la cathédrale fut protégée par les historiens, les architectes et les citoyens pétersbourgeois.

### Bombe dans le dôme

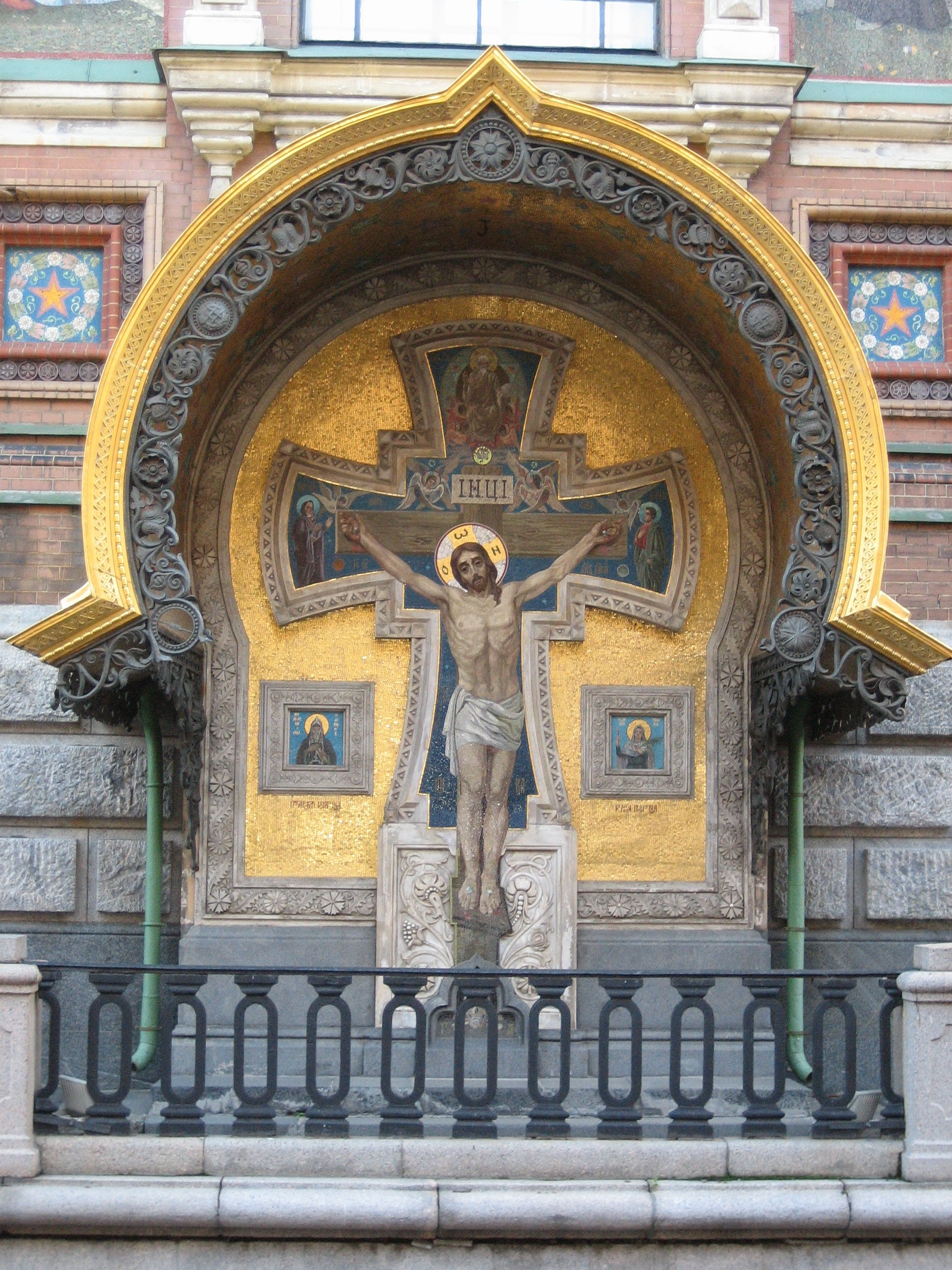
Représentation du Christ à l'extérieur de la cathédrale

En 1961, lors de la restauration des dômes de la cathédrale, un obus explosif allemand a été trouvé dans le dôme central. Apparemment, lors des bombardements de Leningrad, il a percé la voûte du dôme et s'est trouvé bloqué dans la maçonnerie de la voûte, miraculeusement sans exploser. Le projectile de 240 mm, pesant environ 150 kg, était resté sous le dôme, sans être remarqué par quiconque pendant toutes ces années.
Une opération a été menée pour neutraliser l'obus. Le 28 octobre 1961 l'obus a été retiré pour être détruit dans la région de Pulkovo.

### Hauteur des dômes et mort d'Alexandre II
La hauteur de la coupole principale est de 81 mètres, rappelant l’année de la mort d’Alexandre II en 1881.
Le deuxième dôme a une hauteur de 63 mètres, l’âge d'Alexandre II à sa mort.

## Galerie

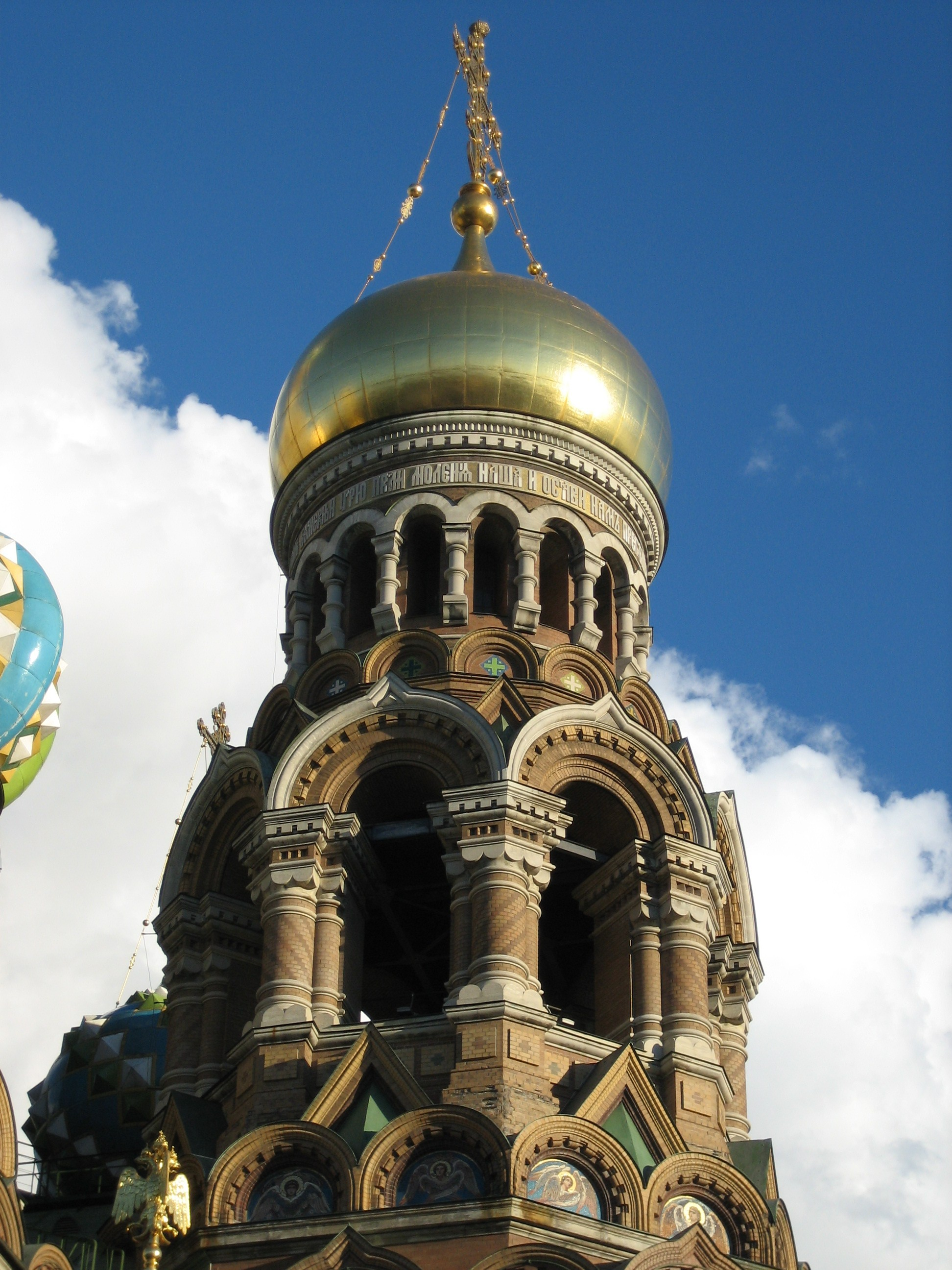
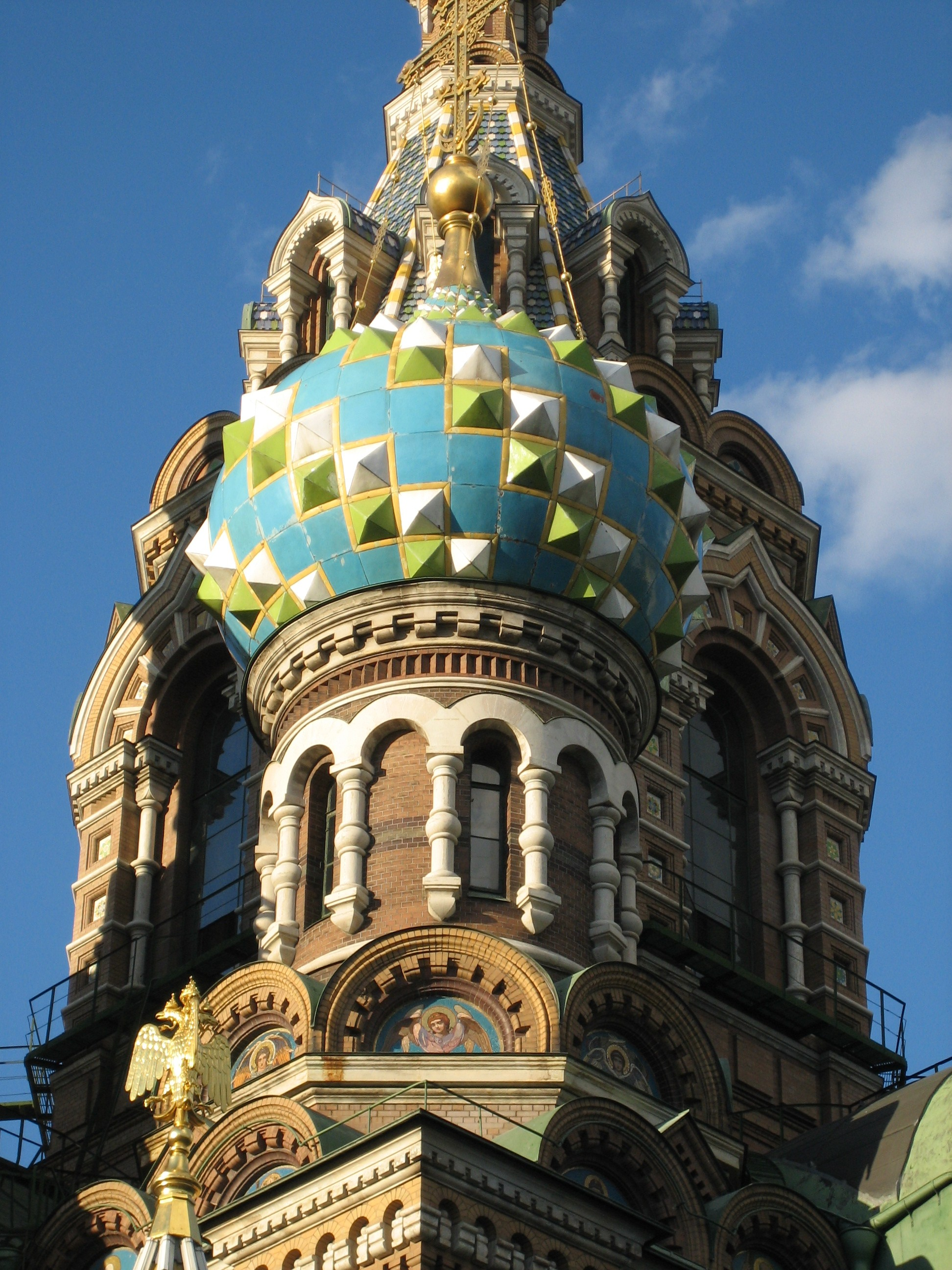